# 金岡正忠
金岡 正忠（かなおか まさただ、1893年（明治26年）12月14日 - 1972年（昭和47年）4月22日）は、大日本帝国陸軍軍人。最終階級は陸軍少将。

## 経歴
1893年（明治26年）に和歌山県で生まれた。陸軍士官学校第27期卒業。1939年（昭和14年）8月1日に陸軍歩兵大佐に進級し、12月1日に歩兵第28連隊長に就任した。1941年（昭和16年）7月に第7師団司令部附となり、1942年（昭和17年）8月に陸軍歩兵学校材料廠長に転じた。その後東京陸軍少年飛行兵学校大分教育隊長を経て、1944年（昭和19年）5月15日に大分陸軍少年飛行兵学校長に就任し、8月1日に陸軍少将に進級した。
1945年（昭和20年）5月23日に編制された独立混成第123旅団（第2総軍・第15方面軍）の旅団長に7月5日に就任し、和歌山県御坊で本土決戦に備える中で終戦を迎えた。
1947年（昭和22年）11月28日、公職追放仮指定を受けた。